# Torre di Porto Giunco
La torre di Porto Giunco è una torre di avvistamento spagnola che si trova sul versante est del promontorio di capo Carbonara, nel territorio di Villasimius.
È raggiungibile a piedi dalla caletta di porto Giunco seguendo un sentiero che si snoda nella macchia mediterranea che ricopre il promontorio, oppure in auto dal versante di Capo Carbonara. La torre si trova ad una altezza di circa 50 metri sul livello del mare e dalla sua posizione domina la sottostante spiaggia di porto Giunco e lo stagno di Notteri.
La torre alta circa 9 metri è di forma tronco-conica e fu edificata probabilmente nel 1578. Il materiale da costruzione utilizzato è il granito locale. La struttura originaria aveva una volta a cupola. La cima della torre è raggiungibile tramite una scala a chiocciola interna. La torre viene classificata fra le torri senzillas, cioè quelle di media grandezza.
Nel tempo la torre subì diversi attacchi e fu ristrutturata più volte, nel 1721 fu abbandonata, ma riprese la sua funzione nel 1758. Nel 1812, quando la Sardegna era già parte dello stato sabaudo, la torre fu assediata da una flotta di navi da guerra tunisine che avevano attaccato anche le torri dell'isola dei Cavoli, di Serpentara, e di San Giovanni di Sarrala, ma resistette. L'ultima citazione nota la dà ancora in servizio nel 1843, anche se fu abbandonata poco dopo.
La torre di Porto Giunco fa parte di un sistema di torri costiere che furono costruita dagli spagnoli tra XVI e XVII secolo sui promontori delle coste della Sardegna meridionale per avvistare i pirati barbareschi. Venendo da Cagliari si incontrano nell'ordine:
- la torre di Cala Regina,
- la torre De su Fenogu,
- la torre di Capo Boi,
- la fortezza vecchia di Villasimius,
- la torre dell'Isola dei Cavoli,
- la torre di Porto Giunco,
- la torre dell'Isola di Serpentara,
- la torre di Cala Pira.

Ciascuna torre è posta in modo che sia visibile la torre precedente e la successiva, consentendo così una veloce comunicazione lungo tutta la costa con luci e segnali.